# ジェーシー出版
ジェーシー出版有限会社は、東京都大田区上池台にある日本の出版社。
主な業務は成人向け漫画の編集・企画および発行・発売。
2007年7月を最後に新規の発行が見られない。一方、日本図書コード管理センターの登録によれば、2020年3月の段階で出版活動の継続確認がされている。

## 主な刊行物
コミックMAN-TEN（曼天）
成年コミック誌。2001年10月第1号 - 2006年8月号第58号。月刊。前身誌はヒット出版社の隔月刊誌『D-ANGE（ディ・アンジェ）』。後継誌は『コミックCROSS』。
コミックCROSS
成年コミック誌。2006年11月号Vol.1 - 2007年7月号Vol.5。
コミックMESSI
成年コミック誌。2007年Vol.1 - 2007年Vol.4。『コミックCROSS』増刊扱い、隔月刊。
発売元のみジェーシー出版、発行元はティーアイネット。後継誌は『BUSTER COMIC』（ティーアイネット刊）。

## 主な単行本レーベル
- ジェーシーコミックス - 成人向け漫画のレーベル
- ガイ・ノベルズ - BL小説のレーベル

その他、ヒット出版社が発行する料理・健康などの実用書の発売元となっている。